# Plavební stupeň Děčín
Plavební stupeň Děčín (PSD) je plánová stavba na řece Labi. Má sloužit k zefektivnění vodní cesty, která je momentálně málo využívaná. Objekt by měl být umístěn na 737. říčním kilometru, tedy v části Děčín-Loubí. Vzdutí hladiny řeky by v tomto místě mělo být 3 metry a proti proudu zajistit vzdutou hladinu k hranicím obce Děčín, tedy 6 km. Vliv Plavebního stupně Děčín by měl tedy být mezi Děčínem - Loubím a Děčínem - Jakuby. Od Těchlovic bude vodní stav Labe až ke Zdymadlům v Ústí nad Labem nezměněn. 
Umožní zvýšení počtu plavebních dní, to znamená dní, kdy budou moci řeku využívat nákladní lodě. V současné době to vodní stav umožňuje zhruba 305 dní v roce. Plavební stupeň Děčín to plánuje zvýšit na 345. Aby však byla vodní cesta efektivní, by byla nutná její úprava i na jiných místech, kde podmínky neodpovídají parametrům plavby.  

## Kontroverze
Výstavba jezu by měla negativní vliv na říční ekosystémy v jednom z přírodně nejcennějších míst v ČR. Území se nachází v CHKO a je i součástí UNESCO. Veřejný zájem je vzhledem k nejistému efektu na lodní dopravu pochybný.     